# Jörg Keßler

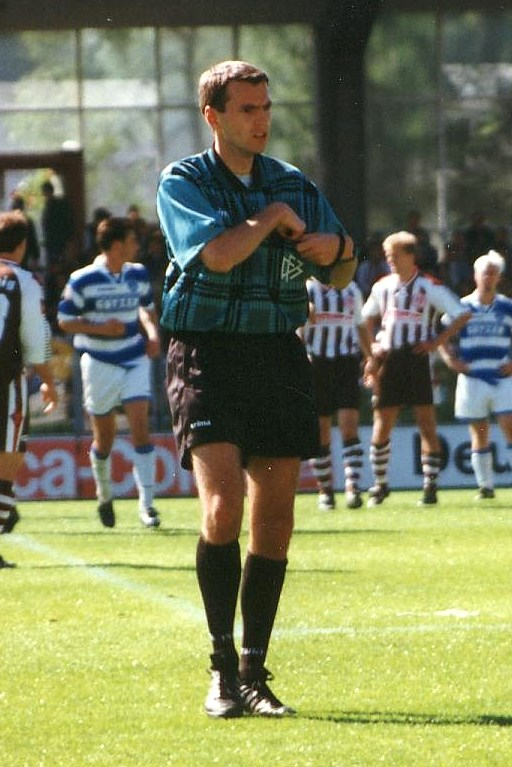
Jörg Keßler 1997

Jörg Keßler (* 24. Februar 1964) ist ein ehemaliger deutscher Fußballschiedsrichter.

## Leben
Keßler lebt in Höhenkirchen, ist verheiratet und hat eine Tochter sowie einen Sohn. Er arbeitet als Geschäftsführer der Johnson Controls in Deutschland.

## Fußball
Keßler war seit 1992 DFB-Schiedsrichter für den FC Carl Zeiss Jena. Seit 1995 leitete er Spiele der Zweiten und seit 1997 Spiele der Ersten Fußball-Bundesliga.
Keßler war von 2003 bis 2005 FIFA-Schiedsrichter, kam jedoch in dieser Zeit nur zu einem Einsatz im Europapokal. 2005 beendete er nach 44 Zweitliga- und 91 Bundesligaspielen seine Karriere, da er eine Zeit lang beruflich in Singapur weilte.